# Episodi di Heartbeat (quarta stagione)
La quarta stagione della serie televisiva Heartbeat è stata trasmessa in anteprima nel Regno Unito dalla ITV1 tra il 4 settembre 1994 e il 25 dicembre 1994.
| nº | Titolo originale    | Titolo italiano | Prima TV UK       | Prima TV Italia |
| -- | ------------------- | --------------- | ----------------- | --------------- |
| 1  | Wild Thing          | inedito         | 4 settembre 1994  | inedito         |
| 2  | Witch Hunt          | inedito         | 11 settembre 1994 | inedito         |
| 3  | Mid Day Sun         | inedito         | 18 settembre 1994 | inedito         |
| 4  | Turn of the Tide    | inedito         | 25 settembre 1994 | inedito         |
| 5  | Love Child          | inedito         | 2 ottobre 1994    | inedito         |
| 6  | Nice Girls Don't    | inedito         | 9 ottobre 1994    | inedito         |
| 7  | Trouble in Mind     | inedito         | 16 ottobre 1994   | inedito         |
| 8  | Fair Game           | inedito         | 23 ottobre 1994   | inedito         |
| 9  | Red Herring         | inedito         | 30 ottobre 1994   | inedito         |
| 10 | Arms and the Man    | inedito         | 6 novembre 1994   | inedito         |
| 11 | Treading Carefully  | inedito         | 13 novembre 1994  | inedito         |
| 12 | Bad Blood           | inedito         | 20 novembre 1994  | inedito         |
| 13 | Assault and Battery | inedito         | 27 novembre 1994  | inedito         |
| 14 | Lost and Found      | inedito         | 6 dicembre 1994   | inedito         |
| 15 | A Bird in the Hand  | inedito         | 13 dicembre 1994  | inedito         |
| 16 | A Winter's Tale     | inedito         | 25 dicembre 1994  | inedito         |